# Clive Phillipps-Wolley
Clive Phillipps-Wolley, cuyo nombre verdadero fue Edward Clive Oldnall Long Phillipps (Wimborne, 3 de abril de 1853 - 8 de julio de 1918) fue un escritor británico que se hizo famoso por sus descripciones de pueblos del Cáucaso.

## Biografía
Edward Clive Oldnall Long Phillipps nació en 1853 en el seno de una familia modesta, su padre era un maestro de escuela pública de pueblo. Sin embargo, su familia tenía ciertos vínculos con Lord Robert Clive, que fue hecho caballero por sus éxitos militares y administrativos cuando los británicos decidieron apoderarse de Bengala durante el siglo XVIII. Clive estudió derecho. Su afición de cazador y sus narraciones le hicieron ganar el aprecio del presidente estadounidense Theodore Roosevelt. Visitó varias regiones del Cáucaso, como Svanetia, que describió en dos libros publicados durante los años 1880 (Sport In The Crimea And Caucasus y Savage Svaneti)
Se casó con Janie Fenwick cuando esta solo tenía 16 años y tuvieron cuatro hijos: Maude, Margaret, Clive Jr. y Judith. Tras varias visitas a Canadá, decidió instalarse en Victoria (Columbia Británica) en 1890. Su hijo Clive Jr. murió en 1914 cuando comenzó la Primera Guerra Mundial a bordo del HMS Hogue que zozobró tras ser torpedeado por el SM U-9, solo unos días después de que Reino Unido declarase la guerra a Alemania. En 1915, a raíz de su trabajo con la Navy League y su patriotismo, fue ennoblecido y se convirtió pues Sir Clive Phillipps-Wolley. En 1917 publicó Songs from a Young Man's Land, una obra poética dedicada a su hijo difunto.
Clive Phillipps-Wolley murió cuando tenía 65 años a consecuencia de una hemorragia cerebral, el 8 de julio de 1918. Fue enterrado en el cementerio de la iglesia anglicana de San Pedro en Duncan.